# 多氏布拉姆脂鯉
多氏布拉姆脂鯉，為輻鰭魚綱脂鯉目脂鯉亞目脂鯉科的其中一個種，為熱帶淡水魚，分布於中美洲Usumacinta湖流域，體長可達19.3公分，棲息底中層水域，生活習性不明。

## 扩展阅读
- 維基物種上的相關：多氏布拉姆脂鯉